# Barrington (municipal district)
Barrington, Municipality of the District of Barrington – jednostka samorządowa (municipal district) w kanadyjskiej prowincji Nowa Szkocja powstała 17 kwietnia 1879 na bazie utworzonego w 1854 w hrabstwie Shelburne dystryktu, jednostka podziału statystycznego (census subdivision). Według spisu powszechnego z 2016 obszar municipal district to: 632,35 km², a zamieszkiwało wówczas ten obszar 6646 osób (gęstość zaludnienia 10,5 os./km²).